# Dichotrachelus negrei
Dichotrachelus negrei é uma espécie de insetos coleópteros polífagos pertencente à família Curculionidae.
A autoridade científica da espécie é Gonzalez, tendo sido descrita no ano de 1964.
Trata-se de uma espécie presente no território português.